# 秋田県道275号鴻屋梺線
秋田県道275号鴻屋梺線（あきたけんどう275ごう こうやふもとせん）は、秋田県雄勝郡羽後町を通る一般県道である。

## 概要
稲荷山の麓、雄勝郡羽後町上到米字唐松の国道398号交点から南方向に分岐し、羽後町田代から七曲峠を越えて終点の秋田県道57号十文字羽後鳥海線交点に至る。

### 路線データ
- 総延長 : 12.234 km[2]
- 実延長 : 12.234 km[2]
- 起点 : 秋田県雄勝郡羽後町上到米字唐松11番1（国道398号交点）[3]北緯39度14分9.44秒 東経140度18分23.95秒
- 終点 : 秋田県雄勝郡羽後町西馬音内堀回字梺64番（秋田県道57号十文字羽後鳥海線交点）[3]北緯39度11分19.55秒 東経140度22分20.02秒
- 未供用区間 : なし[2]

## 歴史
- 1972年（昭和47年）3月30日 - 秋田県道に認定される[3]。

## 路線状況

### 冬期閉鎖区間
- なし[4]

### 交通不能区間
- なし[5]

## 地理

### 交差する道路
| 施設名 | 接続路線名                   | 備考              | 所在地                                                   |
| ------ | ---------------------------- | ----------------- | -------------------------------------------------------- |
|        | 国道398号                    | 起点              | 雄勝郡羽後町上到米字唐松                                 |
|        | 秋田県道34号羽後向田館合線   | 町道 (500 m) 経由 | 雄勝郡羽後町田代北緯39度12分17.92秒 東経140度18分49.98秒 |
|        | 秋田県道57号十文字羽後鳥海線 | 終点              | 雄勝郡羽後町西馬音内堀回字梺                             |

### 峠
七曲峠（ななまがりとうげ）
急カーブと狭隘区間が連続する未改良の峠道である。羽後町田代から終点間は、南を大きく迂回するが、改良整備済みの県道34号 - 県道57号のルートがある。
- 毎年1月最終土曜日に羽後町西馬音内から本路線を経由して同町田代の区間で開催されるゆきとぴあ七曲は、雪深い峠道で馬そりを牽いての花嫁道中が再現される幻想的な祭りである。

1990年「七曲峠」が、平成2年度手づくり郷土賞（ふるさとの坂道）受賞。